# Jenna Fox
Jenna Fox est le titre et le personnage central d'une série de romans de science-fiction jeunesse écrits par Mary E. Pearson (en).

## Les romans
Deux romans sont actuellement parus :
- Jenna Fox, pour toujours (The Adoration of Jenna Fox) en 2008.
- L'Héritage Jenna Fox (The Fox Inheritance) en 2010.

Un troisième et dernier volet clôt la saga. Il est connu sous son titre en anglais :
- Fox Forever en 2013.

## L'univers de la série
« J’étais quelqu’un avant. Quelqu’un qui s’appelait Jenna. »
La série Jenna Fox se déroule dans un futur assez proche (pour le premier livre). Dans ce futur, les technologies médicales sont supervisées par une puissante agence, le C.F.E.S. qui détermine si telle ou telle application est légale. De même, chaque être humain se voit décerner un nombre de "points". Chaque intervention médicale coûte un nombre défini de points (une greffe du cœur, de peau, le remplacement d'un membre…) et personne n'a le droit de dépasser son quota de points. De ce fait, lorsqu'une personne réclame trop de soins médicaux et qu'elle le dépasse, elle ne peut être sauvée. 
Le deuxième tome fait un bond dans le temps et se déroule deux-cent-soixante ans après les événements du premier. Après que leur esprit ait passé plus de deux siècles dans le noir, Kara et Locke se réveillent dans de nouveaux corps. Le monde qu'ils ont connu autrefois a disparu, tout comme leurs proches. Tous, sauf Jenna Fox.  
Le troisième et dernier épisode de la saga se déroule peu de temps après les évènements du deuxième. Locke est amené à rendre service à des personnes qui l'avaient aidé à retrouver Jenna Fox. Il est chargé d'infiltrer la maison d'un haut fonctionnaire du gouvernement et de gagner la confiance de sa fille de dix-sept ans, Raine. Cette mission le verra plonger dans le monde des "résistants" qui combattent le système politique en vigueur dans ces nouveaux États-Unis… et dans la vie de Raine.

## Les personnages

### Personnages principaux
- Jenna Angeline Fox est la fille unique du président de Fox Biosystems, une société spécialisée dans la recherche scientifique ayant des applications médicales. Ses parents avaient eu deux précédents enfants mais qui n'avaient pas survécu. Dès sa naissance elle est entourée des plus grandes attentions et est couvée comme une petite reine. Elle pratique la danse et joue au football pendant ses loisirs. Elle entretient un lien très fort avec sa grand-mère Lily qui l'encourage à s'affirmer davantage et à laisser sa personnalité s'exprimer et à ne pas être la personne que ses parents veulent qu'elle soit. Elle a 17 ans lorsque sa vie bascule. Elle est grièvement blessée avec deux de ses amis dans un accident de voiture et se retrouve dans un état semi-comateux et souffrant de graves brûlures, ne laissant pratiquement aucun espoir. Elle se réveille un an plus tard, guérie. Mais que s'est-il passé pendant cette année écoulée ? Des bribes de souvenirs lui reviennent progressivement et elle va découvrir ce qui lui est arrivé et ce que ses parents ont dû faire pour la sauver.
- Kara Manning est la meilleure amie de Jenna Fox. Sa mère était directrice-associée du grand cabinet d'avocats Brown, Kirk et Manning et son père PDG d'une banque d'investissements. Comme son amie elle sera très grièvement blessée lors de l'accident de voiture de Jenna.
- Locke Jenkins est le meilleur ami de Jenna et Kara. Adolescent studieux et discipliné, il fera la connaissance de Jenna et Kara au lycée de Boston. Ce sera le point de départ d'une amitié aussi forte que quasi fusionnelle. Il était le troisième passager de la voiture de Jenna lorsque celle-ci bascula dans un ravin avant de prendre feu.
- Allys est une jeune fille que Jenna rencontre dans sa nouvelle école après son réveil. Elle souffre d'une maladie grave et incurable mais cela ne l'empêche pas de défendre l'existence du CFES bien que celui-ci interdise le traitement qui permettrait de lui sauver la vie. À la fin du premier livre, ses parents, confrontés à l'aggravation de son état de santé, vont devoir prendre une décision terriblement lourde…

### Personnages du premier livre (Jenna Fox, pour toujours)
- Lily est la grand-mère maternelle de Jenna. Lorsque la jeune-fille reviendra à la vie, elle se montrera étonnamment distante avec sa petite-fille. Elle ne semble pas approuver ce qu'on fait ses parents pour la sauver et la ramener à la vie.
- Clayton Bender est le voisin de la famille Fox lorsque celle-ci se réinstalle à la campagne après l'accident de Jenna pour lui permettre de se rétablir. C'est un artiste solitaire et d'un caractère doux et patient. Il sera la première personne avec qui Jenna se liera après son réveil.
- Ethan est un adolescent  qui fréquente la même classe que Jenna et Allys. Bien que d'un caractère apparemment difficile, Jenna se liera à lui.
- Dane est dans la même classe que Jenna, Allys et Ethan. C'est un garçon à la personnalité trouble et instable.

### Personnages du deuxième livre (L'Héritage Jenna Fox)
- Dr. Gatsbro est un scientifique de très haut-niveau, inventeur du Bio Perfect mais également connu pour ses activités souvent illégales. C'est lui qui a ramené à la vie Kara et Locke et leur a offert de nouveaux corps. Se présentant comme leur bienfaiteur, il est en réalité animé d'intentions moins honorables.
- Dot est un robot-taxi qui aidera Kara et Locke dans leurs aventures. Capable de sentiments, elle voudra, grâce à Locke et Kara, s'émanciper de sa condition de robot de servitude au seul service des humains.
- Miesha est une domestique du docteur Gatsbro. Elle aidera Kara et Locke, qui s'avère être de sa famille, dans leur quête pour retrouver Jenna Fox.

## La technologie dans la série
- Le Bio Gel est une invention de la firme Fox Biosystems. Il s'agit d'un réseau neuronal artificiel se présentant sous la forme d'un gel oxygéné de couleur bleue contenant des millions de neuropuces dialoguant entre elles et se transmettant des informations via des neurotransmetteurs chimiques. Le Bio Gel permet de remplacer des neurones détruits et de réparer ainsi un corps grièvement endommagé.  Sous sa forme d'origine il est fort sensible aux fortes variations de températures, au froid en particulier.
- Le Bio Perfect est un Bio Gel fortement amélioré créé par le docteur Gatsbro (qui apparaît dans le deuxième volume des aventures de Jenna Fox). La sensibilité aux variations de températures est corrigée et le réseau neuronal artificiel est plus performant et rapide que celui du Bio Gel.
- L'iScroll est un mini ordinateur à écran tactile implanté directement sur la peau. Il peut être équipé de diverses applications : recherche de destination, jeux... Muni d'un système de localisation, il peut également permettre de pister son porteur.

## L'auteur
Mary E. Pearson (en) est née aux États-Unis en 1955. L'idée de son premier roman Jenna Fox lui est venue lorsqu'elle a appris que sa fille était gravement malade. Elle s'est alors imaginé jusqu'où des parents pouvaient aller pour sauver leur enfant. 

## Récompenses
- Son premier roman Jenna Fox (Jenna Fox, pour toujours) a été finaliste du prix Andre Norton.
- Jenna Fox, pour toujours a aussi reçu le prix Millepages en 2010.